# Мілан Сміт
Мі́лан Сміт (нід. Milan Smit; нар. 13 лютого 2003) — нідерландський футболіст, нападник клубу «Гоу Егед Іглз».

## Клубна кар'єра

### «Камбюр»
Займався футболом в системі «Геренвена», звідки 2017 року перейшов до академії «Твенте», а 2020 року приєднався до структури клубу «Камбюр». 3 квітня 2022 року дебютував в основному складі «Камбюра» в матчі Ередивізі проти НЕКа, вийшовши на заміну Робертсу Улдрікісу. 6 травня того ж року в поєдинку Ередивізі проти «Валвейка» забив свій перший гол у професіональній кар'єрі. Наступного сезону провів 15 матчів, в яких забив два м'ячі, а його команда в підсумку понизилась в класі.
11 серпня 2023 року в поєдинку проти «Еммена» дебютував у Еерстедивізі. Всього в сезоні 2023–24 забив за «Камбюр» 24 м'ячі у 41 матчі. Окрім цього став найкращим бомбардиром Кубка Нідерландів, забивши 5 голів у турнірі.

### «Гоу Егед Іглз»
26 серпня 2024 року перейшов в «Гоу Егед Іглз», уклавши чотирирічний контракт. Сума трансферу становила 1,1 млн євро, шо стало рекордним продажем в історії «Камбюра». 15 вересня дебютував за нову команду в матчі Ередивізі проти роттердамської «Спарти», вийшовши на заміну Віктору Едвардсену. 18 січня 2025 року в поєдинку чемпіонату Нідерландів проти «Гронінгена» забив свій перший гол за клуб. Разом з «Гоу Егед Іглз» дійшов до фіналу Кубка Нідерландів, допомігши команді перемогти АЗ в серії післяматчевих пенальті, реалізувавши свій удар.

## Статистика виступів
Станом на 8 серпня 2025 
| Клуб              | Сезон             | Чемпіонат         | Чемпіонат | Чемпіонат | Кубок | Кубок | Єврокубки | Єврокубки | Інші  | Інші | Всього | Всього |
| Клуб              | Сезон             | Дивізіон          | Матчі     | Голи      | Матчі | Голи  | Матчі     | Голи      | Матчі | Голи | Матчі  | Голи   |
| ----------------- | ----------------- | ----------------- | --------- | --------- | ----- | ----- | --------- | --------- | ----- | ---- | ------ | ------ |
| Камбюр            | 2021–22           | Ередивізі         | 4         | 1         | 0     | 0     | —         | —         | —     | —    | 4      | 1      |
| Камбюр            | 2022–23           | Ередивізі         | 13        | 1         | 2     | 1     | —         | —         | —     | —    | 15     | 2      |
| Камбюр            | 2023–24           | Еерстедивізі      | 36        | 19        | 5     | 5     | —         | —         | —     | —    | 41     | 24     |
| Камбюр            | 2024–25           | Еерстедивізі      | 3         | 1         | 0     | 0     | —         | —         | —     | —    | 3      | 1      |
| Камбюр            | Всього            | Всього            | 56        | 22        | 7     | 6     | 0         | 0         | 0     | 0    | 63     | 28     |
| Гоу Егед Іглз     | 2024–25           | Ередивізі         | 22        | 3         | 4     | 0     | —         | —         | —     | —    | 26     | 3      |
| Гоу Егед Іглз     | 2025–26           | Ередивізі         | 1         | 0         | 0     | 0     | 0         | 0         | 1     | 0    | 2      | 0      |
| Гоу Егед Іглз     | Всього            | Всього            | 23        | 3         | 4     | 0     | 0         | 0         | 1     | 0    | 28     | 3      |
| Всього за кар'єру | Всього за кар'єру | Всього за кар'єру | 79        | 25        | 11    | 6     | 0         | 0         | 1     | 0    | 91     | 31     |

1. ↑  Матчі в Суперкубку Нідерландів

## Досягнення
«Гоу Егед Іглз»
- Володар Кубка Нідерландів: 2024–25[15]